# AKB48
 (mai 2025).
- Si vous ne connaissez pas le sujet, laissez ce bandeau (vous pouvez alors contacter les auteurs).
- Si vous supprimez le contenu mis en cause (vous pouvez préalablement contacter les auteurs),

argumentez précisément cette suppression dans la page de discussion
(un manque de référence n'est pas un argument ; une recherche réelle de référence doit avoir été effectuée, être formellement documentée).
Ne pas confondre avec « AKB0048 », une série d'animation japonaise basée sur le groupe.
Pour les articles homonymes, voir AKB.
AKB48 (prononcé à l'anglaise « AKB Forty-eight », abréviation de « Akihabara48 ») est un groupe féminin japonais de J-pop créé en 2005, à l'effectif changeant, composé à l'origine de vingt jeunes chanteuses et idoles réparties en cinq équipes : Team A, Team K, Team B, Team 4 et Team 8. La Team 4, qui avait été dissoute en 2012, a été reformée l'année suivante. Le 29 avril 2023, toutes les Team ont été dissoute appart la Team 8.
Le 48, qui peut se dire « Shi - Ba » en japonais, vient de « Office48 », qui avant la création du groupe était géré par Kotaro Shiba, le « S » de AKS, l'agence principale de AKB48 dont les deux autres têtes sont Yasushi Akimoto pour le « A » et Yasushi Kubota pour le « K ».
Plusieurs groupes-sœurs similaires ont vu le jour depuis 2008 : SKE48 (à Nagoya, en 2008), SDN48 (à Tokyo, en 2009), NMB48 (à Osaka, en 2010), HKT48 (à Fukuoka, en 2011), et plus récemment NGT48 (à Niigata, en 2015) et STU48 (à Setouchi, en 2017), tout ceci créé et géré par un seul et même producteur Yasushi Akimoto (qui avait créé auparavant un groupe d'idoles célèbre des années 1980, Onyanko Club). Grâce au succès international des groupes, Akimoto crée par la suite des groupes-sœurs chez des pays cousins tout comme JKT48 à Jakarta en Indonésie (en 2011), SNH48 à Shanghai en Chine (en 2012), BNK48 à Bangkok en Thaïlande (en 2017), MNL48 à Manille aux Philippines (en 2018) et CGM48 à Chiang Mai en Thaïlande (en 2019). Ce sera l'occasion pour Akimoto de transférer des membres d'AKB48 chez ces groupes pour que ces derniers travaillent temporairement avec eux.
Le groupe d'AKB48 aura compris plusieurs idoles désormais populaires comme certaines d'entre elles : Atsuko Maeda, Minami Takahashi, Mariko Shinoda, Tomomi Itano, Minami Minegishi, Yūko Ōshima, Haruna Kojima, Sayaka Akimoto, Tomomi Kasai, Sae Miyazawa, Rino Sashihara, Jurina Matsui des SKE48, Sayaka Yamamoto des NMB48, Mayu Watanabe et Yui Yokoyama.
Depuis 2010, le groupe est omniprésent sur la scène médiatique japonaise, faisant de lui le numéro un incontesté du pays. Détenteur de plusieurs records nationaux et internationaux, comme le plus grand nombre d'albums vendus en une journée, le groupe a déjà vendu plus de trente millions de disques.

## Historique

### 2005-2007: Création du groupe et débuts prometteurs

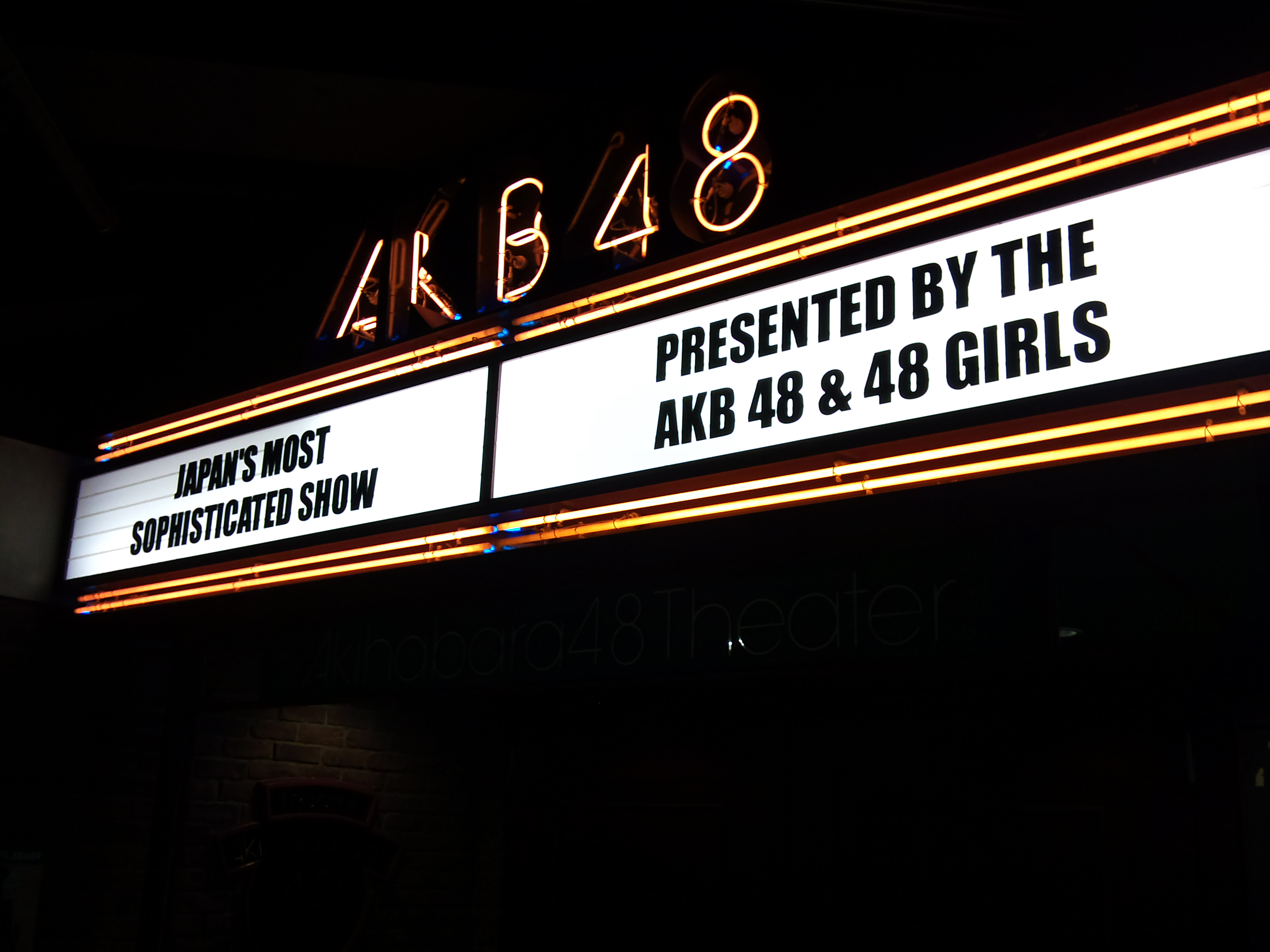
Photo du AKB48 Theater à Akihabara, où se produit presque quotidiennement le groupe.

AKB48 se produit quasi quotidiennement dans sa propre salle de spectacles à Akihabara, un quartier de Tokyo, et possède de nombreux sous-groupes, sur le modèle du groupe Onyanko Club créé par le même producteur Yasushi Akimoto dans les années 1980, et déjà suivi par Tokyo Performance Doll et Checkicco dans les années 1990, ou Morning Musume et le Hello! Project plus récemment sur un plan national.
Le 1er décembre 2005, le Théâtre AKB48, désormais nommée AKB48 Theater, ouvre officiellement ses portes. Le 8 décembre, le groupe tient sa première séance publique dans la salle avec seulement 20 jeunes filles, plus tard connue comme les membres de la 1re génération du groupe et la première équipe du groupe appelée la Team A. L'équipe est à ce moment-là composée de : Atsuko Maeda, Tomomi Itano, Nozomi Kawasaki, Haruna Kojima, Hitomi Komatani, Kayano Masuyama, Minami Minegishi, Rina Nakanishi, Risa Narita, Tomomi Ohe, Mai Ōshima, Yakari Satō, Minami Takahashi, Hana Tojima, Yuki Usami, Ayumi Orii, Michiru Hoshino, Kazumi Urano, Shiho Watanabe et  Natsumi Hirajima.
Plusieurs albums en concert dits « Stage Albums » sont enregistrés et vendus sur place, et un premier album studio SET LIST - Greatest Songs 2006-2007 sort en janvier 2008 sur le label King Records. En 2007, plusieurs membres ont joué dans le film Densen Uta (alias The suicide song) notamment Yūko Ōshima, Sayaka Akimoto, Haruna Kojima et Atsuko Maeda dans des rôles principaux.
D'autres teams se forment par la suite : la Team K, la Team B et bien après la Team Kenkyūsei (équipe de débutantes / stagiaires) qui est servie pour former de jeunes filles avant qu'elles intègrent officiellement le groupe.

### 2008-2011: Premiers concerts à l'étranger et groupes-sœurs
En 2008, Nippon Television offre au groupe une émission hebdomadaire de trente minutes, chaque mercredi soir à 0 h 29. L'émission s'appelle AKBINGO et met les membres en scène dans différents jeux ou expériences. L'émission est présentée par le duo Bad Boys.
Après plusieurs auditions, en octobre 2008 le tout premier groupe sœur de AKB48, nommé SKE48, est monté et basé à Nagoya.
Les équipes du groupe subissent un grand remaniement à l'été 2009, appelé Shuffle et la plupart des membres changent d'équipes. AKB48 commence à se produire hors du Japon en 2009 : une sélection de membres des trois équipes d'AKB48 est l'invitée d'honneur du salon Japan Expo 2009, donnant deux concerts les 3 et 4 juillet 2009 à Paris; Le groupe se produit ensuite en septembre à New York, puis en octobre au MIPCOM (Marché international des programmes pour la télévision) de Cannes.
À partir de 2009, les singles du groupe se vendent à plus de 100 000 exemplaires chacun. Celui sorti en février 2010, Sakura no Shiori, atteint les 300 000 exemplaires vendus en une semaine. Le single suivant Ponytail to Shushu est annoncé pour le 26 mai 2010 avec une production de 500 000 exemplaires pour la première édition, un chiffre exceptionnel en cette période de récession de l'industrie musicale. Le volume des ventes pour ce single atteindra finalement 645 000 unités et lancera définitivement la carrière du groupe pour en faire aujourd'hui l'un des plus populaires du Japon.
À partir de juillet 2009, TokyoTV à son tour propose au groupe une émission hebdomadaire selon le même format qu'AKBINGO. Diffusée chaque vendredi à 17 h 29, Shukan AKB (La semaine AKB) emmène régulièrement les membres en dehors des studios pour des challenges à bord de montagnes russes, des séances de dégustation de nourriture très épicées ou encore des tournois sportifs entre équipes (Team A contre Team K, etc.).
En janvier 2010, le producteur du groupe Yasushi Akimoto annonce son intention d'exporter le concept d'AKB48 à d'autre pays du monde, des compagnies de six pays dont la Thaïlande, Singapour, la Chine, et l'Italie s'étant déjà déclarées intéressées par l'idée de créer leur propre groupe d'idols sur le même modèle. Après la création des groupes-sœurs similaires nationaux, SKE48, créé fin 2008 pour se produire à Nagoya, et SDN48 (à l'image plus « sexy » pour donner des concerts pour un public adulte les samedis soir à la place d'AKB48), qui partage le même théâtre avec le groupe à Akihabara, un troisième groupe fait son apparition fin 2010 à Osaka : NMB48. Tous ses groupes gagnent presque autant de succès que le groupe de départ AKB48.

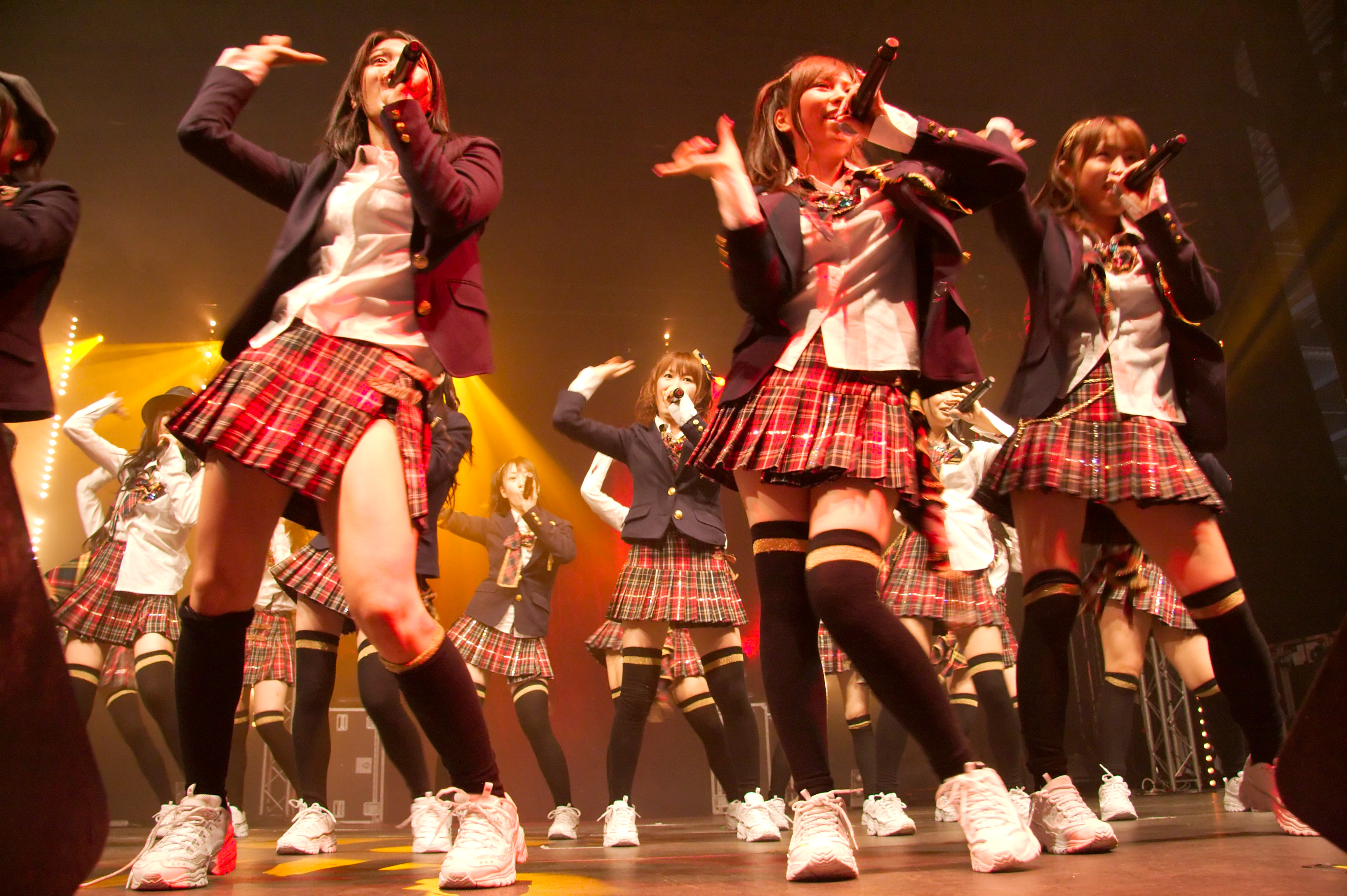
Le groupe à la Japan Expo en 2009.

Le 29 octobre 2010, après trois jours de commercialisation, le single Beginner devient la plus grosse vente de l'année au Japon dépassant le million d'unités vendues[source secondaire souhaitée]. 
Un premier groupe sœur étranger est lancé fin 2011 à Jakarta en Indonésie, JKT48, puis un autre en 2012 : SNH48 à Shanghai.
En février 2011, AKB48 réussit à vendre 942 479 exemplaires de son single[source secondaire souhaitée] Sakura no Ki ni Naro dès la première semaine. Depuis lors, leurs derniers titres ont tous dépassé le million d'unités vendues[source secondaire souhaitée].
Sort en juin un troisième album studio Koko ni Ita Koto. Il est le premier opus original du groupe. Il contient la dernière piste du même titre en collaboration avec les groupes SKE48, NMB48 et SDN48.

### 2012 et 2013:1830m, scandales et groupes-sœurs étrangers
Le groupe-sœur SDN48 se dissout en mars 2012 et devient un des rares « groupe 48 » à cesser ses activités.
Le même mois, le 25 mars 2012, lors d'un concert, la populaire Atsuko Maeda, 20 ans, annonce au public son départ prochain du groupe (ou « sotsugyō ») pour continuer sa carrière en solo, ; celui-ci aura finalement lieu le 27 août, après le concert d'AKB48 au Tokyo Dome. Elle est l'un des membres originaux à être resté fidèle à la Team A depuis les débuts du groupe[réf. souhaitée].
Est aussi diffusée une série anime et manga inspirée du groupe, AKB0048, dont les héroïnes sont doublées par des membres du groupe réunies pour l'occasion dans le sous-groupe No Name,.
En juin 2012, Rino Sashihara, 20 ans, est transférée chez le nouveau groupe-sœur créé l'année précédente, HKT48, à la suite d'un scandale provoqué après par la publication dans un tabloïd d'un article accompagné de photos de sexting présumant d'une relation passée avec un petit-ami alors qu'elle n'avait que quinze ans, à ses débuts au sein du groupe,,. Complètement anéantie, elle est alors retirée du groupe par Yasushi Akimoto, qui a d'ailleurs annoncé qu'il ne s'agissait pas d'une punition, mais d'un nouveau départ dans un autre groupe[réf. souhaitée]. Elle est alors membre d'HKT48, la plus âgée et aura même dans le futur une fonction supérieure aux autres membres d'HKT48[réf. nécessaire], comme Manager du Théâtre du groupe[Quoi ?].
Le groupe annonce la sortie de son quatrième album respectif et deuxième album original, 1830m qui sort en août 2012. Il atteint la première place des ventes de l'Oricon et le dernier album avec Atsuko Maeda, qui était alors comme l'emblème du groupe[pas clair].

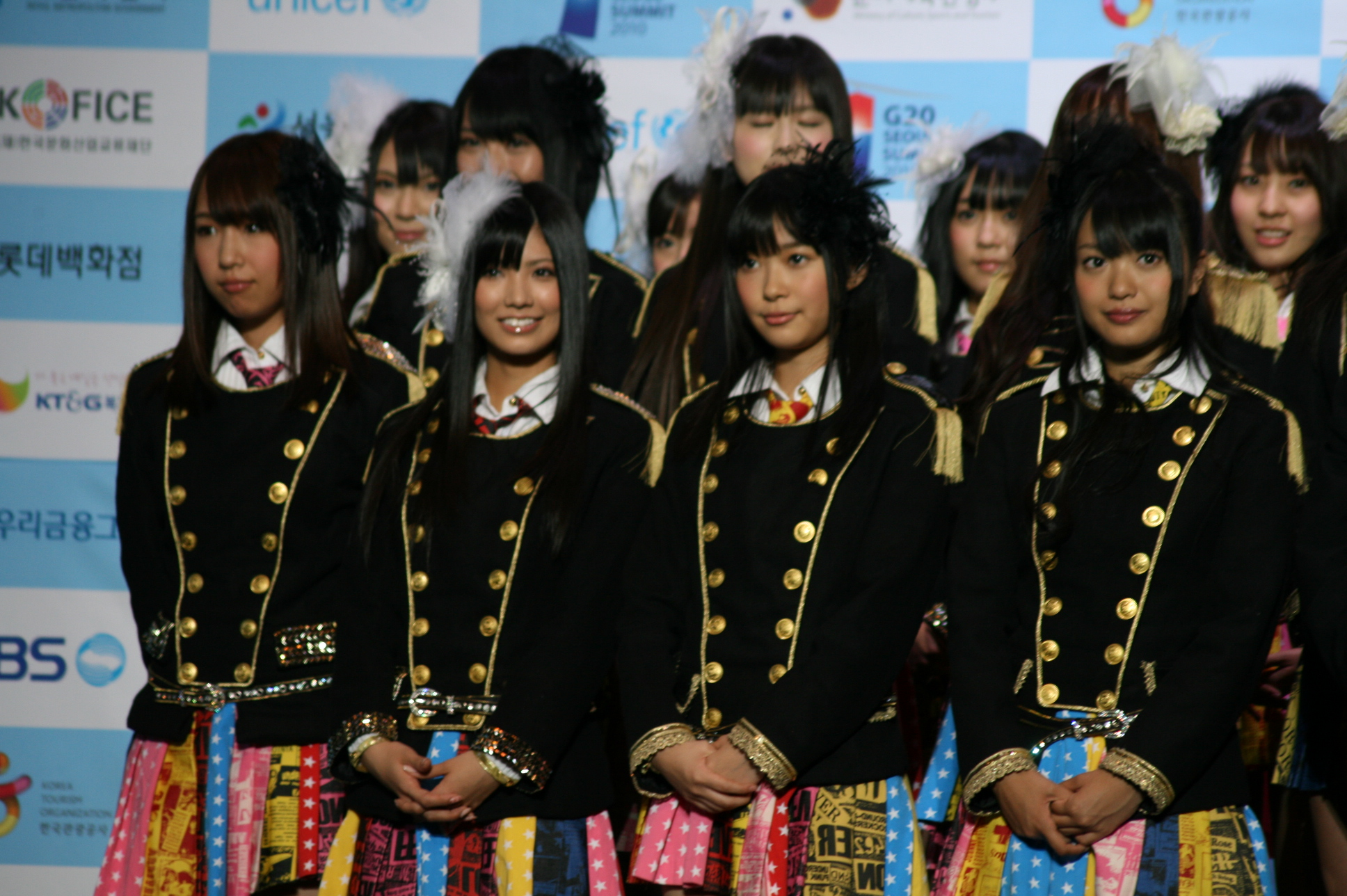
Le groupe au Asia Festival Song en 2010.
Tout devant de gauche à droite : Asuka Kuramochi, Rino Sashihara et Rie Kitahara.

Le 24 août 2012, lors du premier jour de concert au Tokyo Dome, un shuffle[Quoi ?] des équipes est annoncé : la Team 4 est dissoute et des membres sont envoyées dans des groupes-sœurs à l'étranger[source secondaire souhaitée]. Ainsi, Aika Ōta est transférée définitivement chez les HKT48, Aki Takajō et Haruka Nakagawa sont envoyées chez les JKT48 à Jakarta en Indonésie, et Sae Miyazawa et Mariya Suzuki sont envoyées chez les SNH48 à Shanghai, en Chine. Ces transferts ont été effectués sur demande des membres concernées[source secondaire souhaitée].
Les nouvelles capitaines des équipes sont Mariko Shinoda pour la Team A, Yūko Ōshima pour la Team K et Ayaka Umeda pour la Team B sont promues les membres de la 10e et 11e générations sans équipe, ainsi que les Kenkyūsei Tomu Muto, Kaoru Mitsumune et Ryoka Ōshima[style à revoir]. Chaque équipe jouera au théâtre des stages (spectacles) prévus pour 16 membres, grâce à un système de rotation des places. Les transferts inter-groupes sont annoncés temporaires et aucune date de fin n'a été précisée. Kaoru Mitsumune quittera peu après le groupe, pour des problèmes de santé.
En février 2013, un tabloïde japonais révèle que l'une des membres Minami Minegishi aurait eu ses premiers rapports sexuels[pas clair] avec le chanteur Alan Shirahama du groupe de J-pop GENERATIONS[réf. nécessaire] avec qui elle aurait passé la nuit. Toutefois, sa maison de disque ayant interdit à tous les membres d'avoir quelconque rapport et relations amoureuses, elle se rase le crâne en signe de repentance. Elle n'est plus désignée comme membre officiel du groupe et est réduite au rang de stagiaire (Kenkyūsei)[réf. nécessaire].
Certains membres du groupe participent à la bande originale du film d'animation des studios Disney Les Mondes de Ralph avec le titre Sugar Rush.
Le 24 août 2013, lors du troisième concert au Tokyo Dome, le retour de la Team 4 est annoncé. Elle contiendra[style à revoir] les membres de la 13e et 14e génération des Kenkyūsei et son capitaine sera Minami Minegishi, âgée de 20 ans, rétrogradée au rang de Kenkyūsei après son scandale,.
Mariko Shinoda (27 ans) effectuera son départ du groupe le 22 juillet 2013, Sayaka Akimoto et Tomomi Itano quitteront aussi le groupe lors des concerts au Tokyo Dome le 27 et 28 août 2013[réf. souhaitée]. Mariko, étant l'ancienne capitaine de la Team A, est remplacée par Yui Yokoyama[réf. souhaitée].
Le 31 décembre 2013, lors du 64e Kohaku Uta Gassen, la capitaine de la Team K, Yūko Ōshima, 25 ans, annonce son départ définitif du groupe. La date de sa dernière représentation est prévue pour le 30 mars 2014[réf. souhaitée].

### 2014:Tsugi no Ashiatoet plusieurs événements

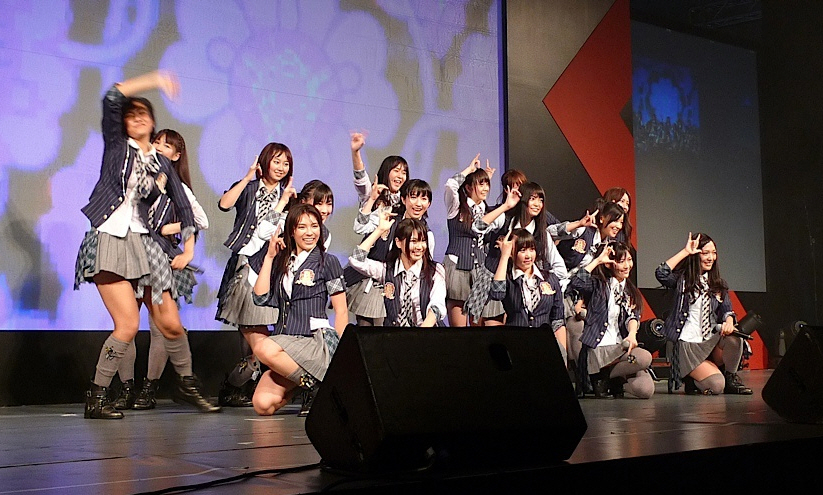
Le groupe en novembre 2010.

Le 22 janvier 2014, sort le cinquième album du groupe Tsugi no Ashiato et atteint directement la première place des classements hebdomadaires ventes de l'Oricon et se vend à plus d'un million d'exemplaires entre janvier et février.
Le 24 février a eu lieu un grand shuffle des Teams (transfert des membres vers d'autres Teams), impliquant toutes les Teams des groupes 48 : Sayaka Yamamoto (20 ans), capitaine de la Team N d'NMB48 et du groupe entier, est désormais membre de la Team K d'AKB48 en parallèle ; un membre de Nogizaka46 (groupe rival d'AKB48), Rina Ikoma (18 ans), est pour la première fois et en même temps membre de la Team B d'AKB48 et engendre une polémique ; Rena Matsui, capitaine de la Team E d'SKE48, est aussi et en parallèle membre de Nogizaka46,. Certains membres d'AKB48 sont en même temps membres d'HKT48, SKE48 ou NMB48.
La cérémonie de graduation de Yūko Ōshima, initialement prévue le 30 mars lors du second jour du concert AKB48 Group Haru Con (AKB48単独&グループ 春コン) au National Olympic Stadium, n'a finalement pas lieu. L’événement a dû être annulé en raison d’une forte tempête de pluie et du vent. Il est annoncé en avril qu’un nouveau concert pour sa remise de diplôme aura lieu le 8 juin au Ajinomoto Stadium à Tokyo ; l'événement sera organisé un jour après la cérémonie des Élections Générales des AKB48 2014 (AKB48 選抜総選挙 2014) qui se déroulera au même endroit. Yūko Ōshima et la manager générale Minami Takahashi publie un message vidéo sur la chaîne YouTube officielle du groupe pour annoncer que la cérémonie de graduation était reportée.
Le 3 avril, la dernière Team du groupe est révélée : la Team 8. Dès ce jour-là, l'équipe comporte au total 47 nouveaux membres, la seule équipe du groupe à en comporter plus d'une vingtaine. Les membres sont parrainés par la firme japonaise Toyota et sont souvent considérés comme un groupe sœur officieuse. Chaque membre de cette équipe 8 vient des 47 différentes préfectures du Japon. Les membres participent à des spectacles et des événements de prise de contact dans les différentes régions du pays.
En mai suivant, lors de la sortie du 36e single du groupe Labrador Retriever, il est annoncé au début du mois que les membres de la Team A, Rina Kawaei et Anna Iriyama, sont agressées et blessées par un homme au cours d’un handshake event à Iwata. L’homme a utilisé un objet tranchant, un couteau ou une scie, pour attaquer ces jeunes filles. Il a blessé les deux membres des AKB48 et un employé du staff avant d’être arrêté par la police. Elles ont été emmenées à l’hôpital en ambulance. Néanmoins, leurs vies n'ont pas été mises en danger. Plus de détails ont été donnés sur leur état de santé : Rina souffre d’une fracture du pouce de la main droite et de coupures sur le bras droit. Anna a été victime d'une fracture de l'auriculaire de la main droite ainsi que de coupures à la tête et au bras droit. L'homme de 24 ans était dans la foule avec les autres fans du groupe d'idoles pour rencontrer les filles. L'événement se déroulait au Iwate Industrial Culture Center,,,. L'agresseur est par la suite condamné à 6 ans de prison. À la suite de ce grave incident, plusieurs autres groupes d'idoles ont annulé les évènements et les rencontres prévus avec leurs fans: les Shiritsu Ebisu Chugaku, SUPER☆GiRLS, Cheeky Parade, GEM, Happiness, etc. ont annoncé que les « handshake » et autres événements de ce type étaient suspendus. Le Hello! Project annonce que les mesures de sécurité seront renforcées. Ainsi, les groupes du Hello! Project continueront leurs activités en dépit du choc causé par l'incident.

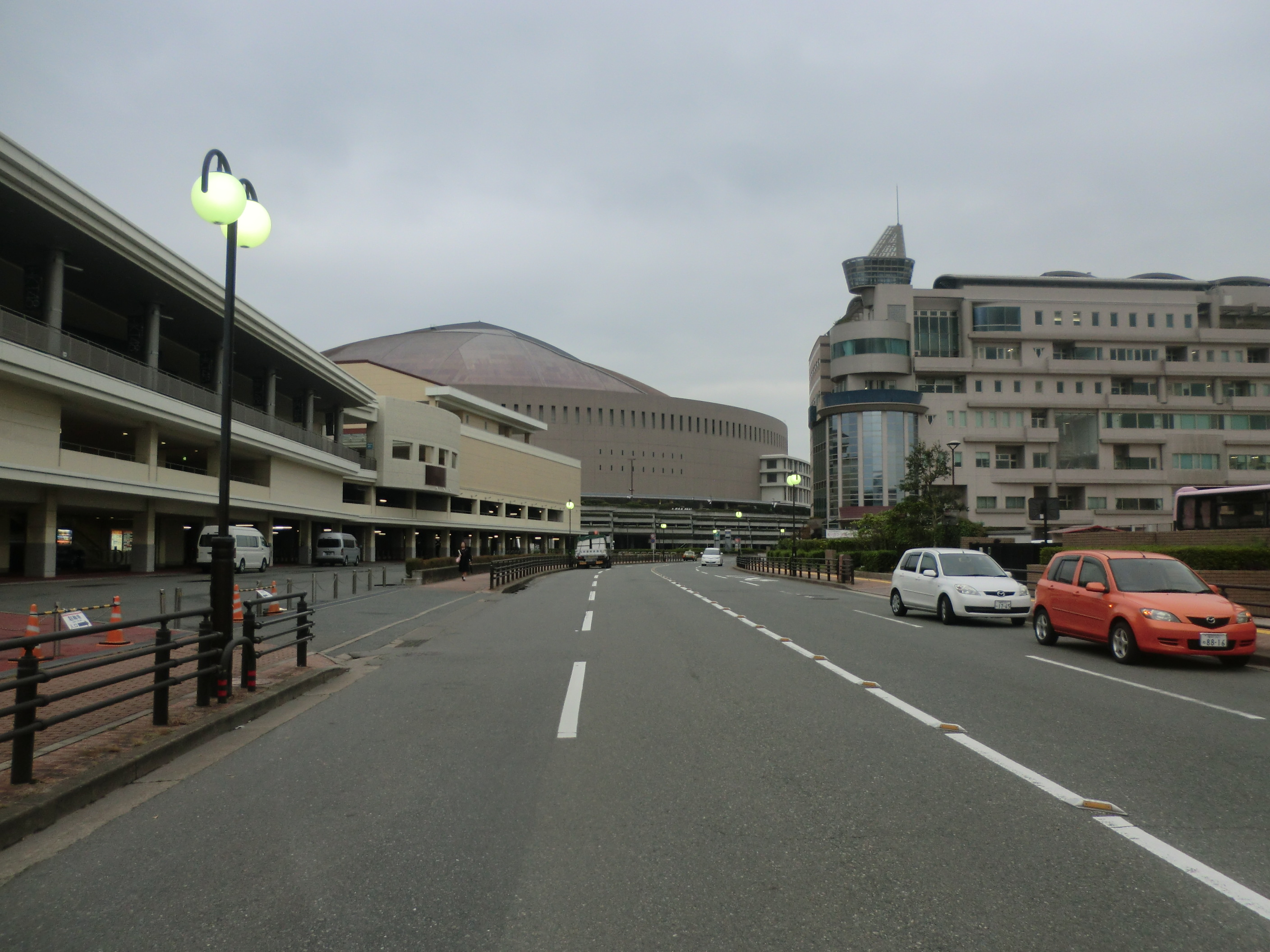
Rue de Fukuoka où a été tourné le clip du single Koi Suru Fortune Cookie en 2013.

Une semaine après l’incident du handshake des AKB48, le AKB48 Theater a rouvert ses portes le 2 juin. Plusieurs changements ont été effectués dans le système de sécurité pour protéger les membres du groupe : installation de détecteurs de métaux à l’entrée du bâtiment ; augmentation du nombre de membres du personnel de sécurité ; une barrière établie au 1er rang entre la scène et le public. De plus, il n’est plus possible de regarder un show du groupe sur un écran dans le lobby sans ticket. Les high fives[Quoi ?] entre les membres des AKB48 et les fans à la fin du live sont suspendus pour une période indéterminée.
Le 8 juin 2014, Yūko Ōshima effectue sa graduation et est remplacée par Yui Yokoyama, 21 ans, en tant que nouvelle capitaine de la Team K (qui a alors été capitaine de la Team A mais transférée vers cette équipe lors du grand shuffle en février, tout en assumant sa fonction avec Rie Kitahara) comme vice-capitaine. Le même mois, AKB48 annonce la suspension des activités d'un de ses membres Minami Minegishi pendant une période indéterminée en raison de problèmes de santé. Elle ne participe pas au concert de la Team 4 au Théâtre du groupe et est emmenée à l’hôpital le 20 juin. Minami a passé des examens médicaux et un kyste rénal est détecté. Elle est suspendue du groupe pour se concentrer sur son traitement médical. Minami reprend finalement ses activités au sein du groupe le 10 juillet en l'annonçant sur son compte Google+[réf. nécessaire].
Par ailleurs, un nouveau concept du groupe est dévoilé : celui de Otona AKB48 (大人AKB48, le mot « Otona » voulant signifier « Dame ») qui fait référence à une audition nationale à la recherche d'un nouveau membre de plus de trente ans. Ce membre participera à des événements de prise de contact, les étapes et les répétitions pour un montant temporaire. Elle sera également le membre central d'une nouvelle campagne Glico Papico, qui sera publié le 14 mai 2014 ; les demandes ont débuté le 28 mars 2014. Parmi 5 066 candidates, la gagnante est alors Mariko Tsukamoto (surnommée Mariri par les membres et les fans), femme âgée de 37 ans et mère au foyer. Cette annonce est faite le 16 avril 2014. Par ailleurs, parmi ces nombreux candidats, il a été rapporté que Sayaka Ichii, ex-membre du groupe légendaire du Hello! Project Morning Musume ainsi qu'une autre femme âgée de 82 ans, avaient participé à ces auditions. Peu après, Mariko Tsukamoto est le centre d'une des chansons en face B intitulé Oshiete Mommy sur le 37e single du groupe Kokoro no Placard, sorti fin août 2014.
Le 2 décembre, AKB48 devient le seul groupe féminin au monde à avoir vendu plus de trente millions de singles, ceci en huit ans d'existence.
Des annonces sont faites au cours d’un événement organisé pour célébrer le 9e anniversaire d'AKB48 à son théâtre à Tokyo. Le 8 décembre, un des membres de la 1re génération, Minami Takahashi (23 ans), le pilier des AKB48, annonce son départ du groupe d'idoles pour le 8 décembre 2015, à l'occasion du 10e anniversaire du groupe. Par conséquent, Yui Yokoyama est désignée pour lui succéder au poste de manager général. Plus de cent membres ont participé à cet événement.

### 2015: Réapparition des ex-membres et nouveau groupe-sœur NGT48
L'année suivante, le sixième album des AKB48 Koko ga Rhodes da, Koko de tobe! est mis en vente le 21 janvier. Le même jour, l’événement AKB48 Request Hour Setlist Best 1035 2015 (AKB48リクエストアワー　セットリストベスト1035　2015) est organisé et se déroule du 21 au 25 janvier au Tokyo Dome City Hall. Nana Yamada et Sayaka Yamamoto du groupe NMB48, et la chanson solo de Minami Takahashi Jane Doe sont arrivées en 2e et en 3e position.
Les chansons classées de la 1035e à la 201e place sont annoncées avant le début de l’événement sur la chaîne YouTube de AKB48. L’ancien membre populaire du groupe, Atsuko Maeda, fait une apparition surprise sur scène le premier jour, elle interprète une chanson Yume no Kawa en compagnie de Minami Minegishi, Minami Takahashi et Haruna Kojima. En plus de Acchan, Yuka Masuda (ex-DiVA) et Mariko Tsukamoto (ex-Otona AKB48 ; devenue mannequin) ont participé au concert. Un autre ancien membre populaire du groupe, Yūko Ōshima fait également une apparition le deuxième jour. À cette occasion, elle reforme le sous-groupe Not Yet avec Rino Sashihara, Yui Yokoyama et Rie Kitahara. Atsuko Maeda est revenue le troisième jour. Il est annoncé que les NMB48 et SKE48 sortiraient leur prochain single le 31 mars. Ce sera la première fois que deux groupes de la famille 48 mettront en vente un disque le même jour. Haruka Nakagawa, membre central des JKT48, interprètent l'une des chansons d'AKB48 Shonichi aux côtés de Mayu Watanabe et Mika Saeki lors du quatrième jour. Une tournée de concerts nationale des HKT48 a été annoncée. Il est annoncé que Rena Matsui et Yui Yokoyama joueraient les rôles principaux dans la pièce de théâtre inspirée du drama Majisuka Gakuen. Les fans pouvaient voter pour les chansons préférées parmi les singles, les albums, les albums de scène au théâtre, ainsi que les titres des différents groupes et en solo. Ceci inclut donc toute la discographie de AKB48, SKE48, NMB48 et HKT48. La période de vote s’étendait du 25 novembre au 22 décembre. De plus, la grande surprise est que la création d'un nouveau groupe sœur basé à Niigata, NGT48, est annoncée le 5e jour de l'événement, le 25 janvier ; il sera le 5e groupe-sœur national de AKB48 et le tout premier en quatre ans depuis la création de HKT48. Les auditions pour recruter de nouveaux membres auront lieu en mars suivant et le propre théâtre de NGT48 est en construction et ouvrira ses portes le 1er octobre 2015.
Le 3 février, au cours d'un concert donnée au théâtre de AKB48, Ayaka Morikawa (18 ans) annonce sa remise de diplôme des AKB48. Cependant, la date de sa cérémonie de remise de diplôme n’est pas déterminée. Morikawa explique avoir décidé de quitter le groupe dans le but de devenir mannequin. Quelques jours plus tard, le 16 janvier, c'est au tour de Shihori Suzuki (20 ans) d'annoncer son départ du groupe au cours d'un autre concert du groupe donné à son théâtre ; elle déclare avoir trouvé un nouveau rêve et continuer à participer aux handshake events et aux séances photos jusqu’au 30 mai. Cependant, la date de sa cérémonie de remise de diplôme n’a pas encore été déterminée.
Le 25 mars, au cours du concert AKB48 Young Members Zenkoku Tour ~Mirai wa Ima kara Tsukurareru~ tenu à la Saitama Super Arena, AKB48 annonce la création d’un nouveau sous-groupe nommé Dendenmu Chu! (でんでんむChu!). Il est composé de sept jeunes membres, dont cinq faisant partie de AKB48 et deux de HKT48 ; les filles sélectionnées sont donc : Nana Okada, Mion Mukaichi, Yuiri Murayama, Saya Kawamoto, Megu Taniguchi (membre Kenkyūsei de la 15e génération), devenu membre officiel d'AKB48), Miku Tanaka et Nako Yabuki. Dendenmu Chu! annonce interpréter une chanson en face B sur le 40e single de AKB48 qui sera en vente à le 20 mai suivant. Le jour suivant, Rina Kawaei annonce sa remise de diplôme prochaine au cours du concert des AKB48 à la Saitama Super Arena. Ricchan explique être toujours traumatisée par l’agression dont elle a été victime l’an dernier et ne plus se sentir capable de participer à des événements de prise de contact avec les fans ; elle souhaite cependant rester dans le domaine du divertissement afin de devenir actrice. La date de sa cérémonie de remise de diplôme n’est pas encore déterminée . Il est annoncé le même jour qu'un autre membre Rie Kitahara serait désigné comme future capitaine du nouveau groupe NGT48 après l'annonce d'un nouveau Team Shuffle au cours du concert donné le même jour au même endroit. Les doubles positions de plusieurs membres ont été annulées. Ceci marque également la fin de la collaboration entre AKB48 et Nogizaka46 (Rina Ikoma retrouve sa seule position chez Nogizaka46 et Rena Matsui chez SKE48). Les membres disposent d’un délai de deux jours pour dire si elles acceptent ou non ces transferts.
L'annulation de doubles positions s'établit donc pour : 
- Rina Ikoma (Nogizaka46 / AKB48 Team B))
- Rena Matsui (SKE48 Team E / Nogizaka46)
- Akane Takayanagi (SKE48 Team KII / NMB48 Team BII)
- Yuki Kashiwagi (AKB48 Team B / NMB48 Team N)
- Nao Furuhata (SKE48 Team KII / AKB48 Team A)
- Fūko Yagura (NMB48 Team M / AKB48 Team A)
- Riho Kotani (NMB48 Team N / AKB48 Team 4)
- Nana Yamada (NMB48 Team M / SKE48 Team KII)
- Natsumi Tanaka (HKT48 Team H / SKE48 Team S)
- Kanon Kimoto (SKE48 Team E / HKT48 Team KIV)
- Miyuki Watanabe (NMB48 Team BII / SKE48 Team S)
- Anna Murashige (HKT48 Team K / MB48 Team N)

Les deux filles, Ayaka Morikawa et Shihori Suzuki, quittent finalement le groupe respectivement en avril et le 30 mai 2015.
La capitaine de la Team B, Asuka Kuramochi (25 ans), révèle le 19 juillet dans un article publié dans le journal Sankei Sports (Sanspo) son souhait de quitter le groupe ; son dernier concert avec AKB48 et sa cérémonie de remise de diplôme auront lieu le 17 août. Elle a expliqué qu’elle souhaitait poursuivre sa carrière en tant que commentatrice sportive et couvrir les Jeux Olympiques de Tokyo en 2020.
Le départ de Rina Kawaei se déroule finalement en août 2015, date de graduation qui était encore de nature spéculative.

### 2016-2019: départ successifs des membres emblématiques
Misaki Iwasa annonce sa remise de diplôme du groupe au cours de son 1er concert solo le 30 janvier au Asakusa Public Hall de Tokyo ; cet événement célébrait aussi son 21e anniversaire. Ayant une carrière solo en tant que chanteuse de enka, elle précise poursuivre cette carrière après son départ du groupe.
Le 43e single du groupe d'idoles Kimi wa Melody célèbre pour la deuxième fois le 10e anniversaire du groupe (après la sortie récente d’une compilation en novembre 2015) et sort le 9 mars 2016. À cette occasion, les ex-membres tels que la populaire Atsuko Maeda, Tomomi Itano, Mariko Shinoda et Yuko Oshima font une brillante apparition sur les pochettes du single et dans le clip ; bien qu'elles n'aient pas participé à l'enregistrement du single dans sa globalité, elles interprètent la chanson-titre. Ce sera également la dernière apparition de Minami Takahashi dont la date de graduation est prévue pour mars.
Le 26 mars suivant, au cours du concert des AKB48 au Yokohama Stadium, la création de trois nouveaux groupes-sœurs étrangers de la franchise AKB48 a été officiellement annoncé : TPE48 à Taipei (Taïwan), MNL48 à Manille (les Philippines) et BNK48 à Bangkok (Thaïlande). Les trois groupes vont débuter leurs activités au cours de l’année 2016.
Après le départ de Minami Takahashi d'AKB48 fin mars, Yui Yokoyama lui succède officiellement au rang de manager général du groupe.
Le 26 mai, Sayaka Yamamoto annonce son départ d'AKB48, au théâtre de NMB48 à Osaka, lors d'une performance live. Sayanee a cependant annoncé vouloir continuer ses activés avec son groupe de départ NMB48 dont elle est une des membres de la 1re génération et capitaine. En effet après le départ de Miyuki Watanabe de NMB48 en avril précédent, elle a décidé d'annuler sa double position avec AKB48 et NMB48 et consacrer ses efforts à la réussite de NMB48,.
En mai 2016, après avoir fêté son 28e anniversaire le mois dernier, Haruna Kojima (membre de la 1re génération) est le membre actif le plus âgé de tous les membres de la franchise 48 et 46. Le 18 juin 2016, elle annonce sa graduation prochaine d'AKB48.
En juin 2016, le groupe sœur étranger SNH48 n'est plus un groupe affilié à AKB48. Après avoir rencontré un grand succès en Chine depuis ses débuts en 2012, trois nouveaux groupes sœurs de SHN48 ont vu le jour cette année : les BEJ48 (pour Beijing48), les GNZ48 (pour Guangzhou48) et les SHY48 (pour Shenyang48).
Après la formation du groupe sœur NGT48 en 2015, il est annoncé à la fin de l'été 2016 qu'un nouveau groupe de la franchise sera formé : les STU48 ; le groupe des STU48 sera le 6e groupe sœur d'AKB48, prévu pour débuter à l'été 2017. Le groupe représentera une nouvelle innovation de la franchise : pour la première fois depuis la création de la franchise, un groupe 48 aura son propre théâtre situé dans une croisière qui traversera sept préfectures dont Yamaguchi, Hiroshima, Okayama, Hyogo, Tokushima, Kagawa et Ehime.
Haruka Shimazaki a annoncé le 3 octobre 2016 sa prochaine graduation d'AKB48 prévue pour le 26 décembre prochain. Elle figurera pour la dernière fois avec le groupe sur le 46e single du groupe High Tension (en) sorti en novembre 2016, dans lequel elle occupe la position de centre.
Le 5e album du groupe Thumbnail sort le 25 janvier 2017. Le groupe du Hello! Project, Morning Musume, fait une apparition dans l'album, en interprétant une chanson intitulée Get you! avec Rino Sashihara sous le nom Sahining Musume.
Haruna Kojima effectue sa graduation et son dernier concert avec AKB48 le 22 février 2017 au Yoyogi National Stadium ; au cours duquel l'ex-membre Minami Takahashi et Minami Minegishi se réunissent avec elle pour une performance, les trois filles ayant formé les No3b (No Sleeves). Haruna fait sa dernière apparition dans le 47e single d'AKB48 Shoot Sign sorti le 15 mars suivant, dans lequel elle occupe la position de centre.
En avril 2017, Miku Tanabe, annonce son futur départ du groupe.
Le 12 avril 2017, Yuria Kizaki (21 ans) annonce également sa graduation d'AKB48, lors de l'émission radio All Night Nippon en présence de Yui Yokoyama et Anna Iriyama ; elle explique vouloir se concentrer sur ses études pour se préparer à entrer à l'université. Son départ est prévu pour le 12 juin suivant.
Le groupe sort son sixième album officiel Bokutachi wa, Ano Hi no Yoake wo Shitteiru en janvier 2018 et se hisse 1er des ventes de l'Oricon.
Le 8 décembre 2019, Minami Minegishi (27 ans), dernière membre active de la 1re génération du groupe, annonce son prochain départ en avril 2020, faisant d'elle la 1re membre à battre le record de longévité au sein du groupe (soit quinze ans de présence).

## Théâtre du groupe
Le théâtre AKB48 (AKB48 劇場), est la grande salle de spectacles où AKB48 a été fondé et où il effectue ses performances presque tous les jours. Le théâtre AKB48 est à Akihabara, Tokyo. Il a officiellement ouvert ses portes le 8 décembre 2005. Le AKB48 Theater est situé au Don Quixotte dans le quartier d'Akihabara à Tokyo, avec le théâtre de sa 8e étage. Il s'agit d'un petit théâtre et peut donc s'adapter à seulement un petit nombre de personnes. Pour aller à une performance théâtrale du groupe, les fans doivent entrer par le biais d'une loterie pour obtenir des billets.
Mais le AKB48 Theater a fermé ses portes à la fin de mai 2014 et les a rouvertes le 2 juin 2014, après un incident survenu chez deux membres du groupe ayant été agressés physiquement par un homme. Plusieurs changements ont été effectués dans le système de sécurité pour protéger les membres du groupe.
Le théâtre occupait auparavant les salles de spectacles d'un des groupes sœurs SDN48, jusqu'à sa dissolution en mars 2012.
Le directeur actuel du théâtre est Hiroshi Yuasa, l'ex-Directeur de SKE48 Theater, théâtre du groupe sœur SKE48.

## Publicité
Depuis 2009, le groupe participe régulièrement à des spots publicitaires. À partir de 2011, il y a en moyenne au moins deux nouvelles publicités mettant en scène une ou plusieurs membres du groupe par mois.

En 2012, le groupe participe à une publicité pour les bonbons Puccho (es) de la société japonaise UHA Mikakuto. Le spot a été diffusé à partir du 15 mars 2012. Une polémique a eu lieu autour de cette publicité, car certains téléspectateurs y voyaient une "incitation" à l'homosexualité. Bien que des plaintes officielles ont été déposées, le spot n'a pas été interdit.
En 2014, les membres d'AKB48 apparaissent de moins en moins sur les spots publicitaires. En 2013, durant la même période, le nom de sept membres dont certains des ex-membres du groupe (Atsuko Maeda, Mariko Shinoda, Yuko Oshima, Haruna Kojima, Haruka Shimazaki, Mayu Watanabe, et Yuki Kashiwagi) étaient visibles dans les vingt premières positions du classement. Mais après le départ de plusieurs membres notables d'AKB48, Mayu Watanabe qui fut considérée comme l'idole la plus populaire d’AKB48 est la seule à être à nouveau positionnée dans le tableau. Mais elle est classée dans les résultats de la région de Kanto, pas dans celui du Kansai ou de Nagoya.

## Critiques
Yasushi Akimoto a été critiqué pour exploiter la sexualité de jeunes femmes à des fins commerciales sans respecter les droits de ses travailleuses et sans leur offrir de réelle formation; il a été comparé à un "Zegen", un recruteur de maisons closes, et à un patron exploiteur.

## Sous-groupes

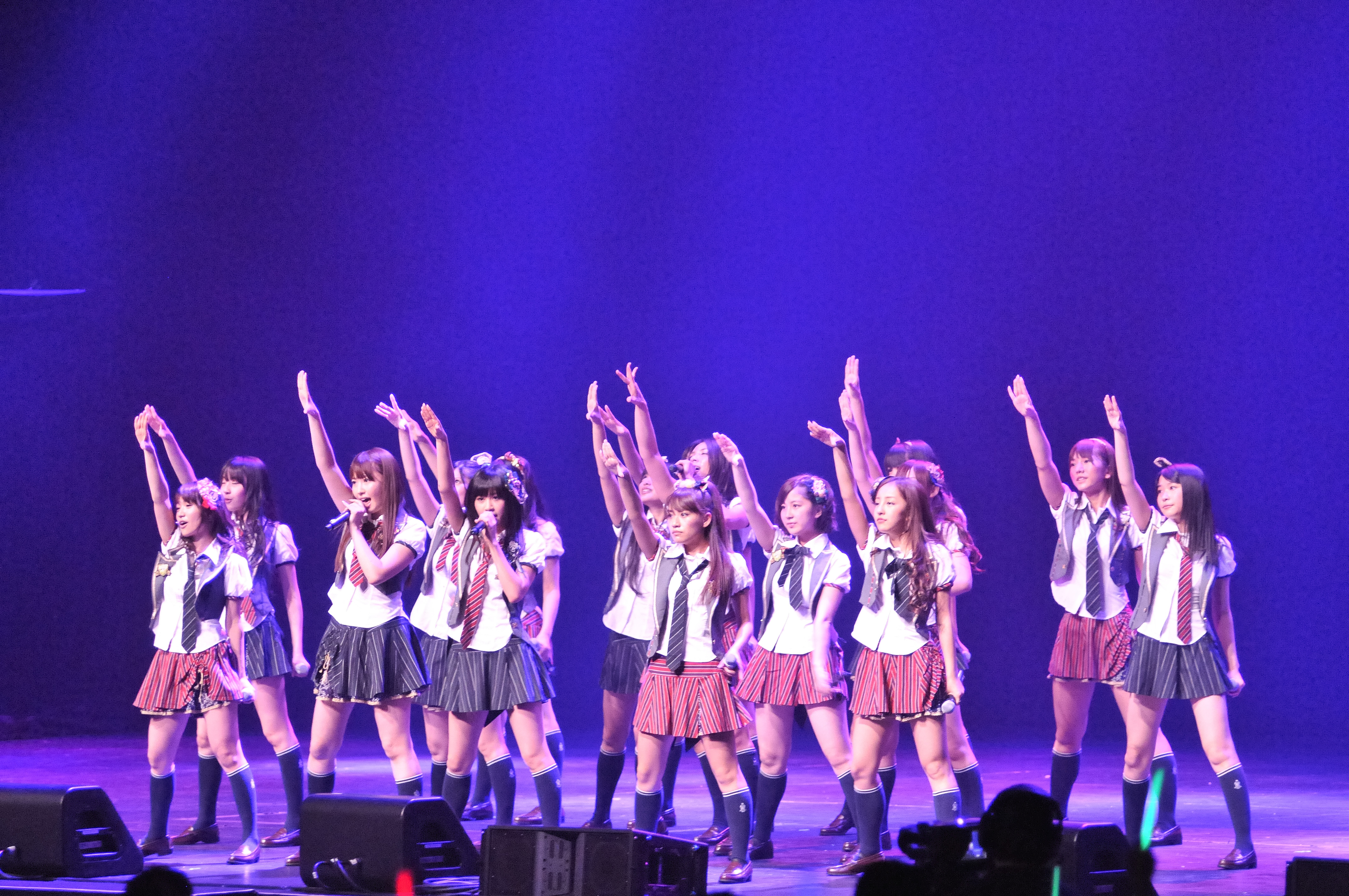
AKB48 au L.A. Live, au Nokia Theatre, Los Angeles, en juillet 2010

- Chocolove from AKB48 (2007) : Sae Miyazawa, Sayaka Akimoto, Rina Nakanishi
- Honegumi from AKB48 (2007) : Tomomi Itano, Erena Ono, Manami Oku, Kayano Masuyama
- Crayon Friends from AKB48 (2007) : Mai Oshima, Yū Imai, Kayo Noro, Kazumi Urano, Ayumi Orii
- ICE from AKB48 (2007) : Yūko Ōshima, Tomomi Kasai, Erena Ono, Yū Imai, Natsuki Satō
- Okashina Sisters (2008) : Haruka Nakagawa, Aika Ōta, Mayu Watanabe
- Summer Lips (2008) : Tomomi Itano et Tomomi Kasai
- No3b (2008-) : Minami Takahashi, Haruna Kojima, Minami Minegishi
- Nattō Angel (2009) : Tomomi Itano, Tomomi Kasai, Miho Miyazaki
- AKB Idoling!!! (2009 ; avec Idoling!!!) : pour AKB48 : Atsuko Maeda, Tomomi Itano, Mai Ōshima, Yūko Ōshima, Tomomi Kasai, Haruna Kojima, Erena Ono
- Watarirouka Hashiritai (2009-2013) : Natsumi Hirajima, Aika Ōta, Haruka Nakagawa, Mayu Watanabe, Ayaka Kikuchi
- AKB Takkyubu (AKB卓球部?) (2009-2010) (thèmes TV japonais pour les championnats du monde de tennis de table)
- Team Dragon from AKB48 (2010) : Haruna Kojima, Minami Takahashi, Atsuko Maeda, Tomomi Itano, Yuki Kashiwagi, Yūko Ōshima, Mayu Watanabe
- Queen & Elizabeth (2010) : Tomomi Itano et Tomomi Kasai
- French Kiss (2010) : Yuki Kashiwagi, Aki Takajō, Asuka Kuramochi
- Nattō Angel Z (2010) : Miho Miyazaki, Moeno Nitō, Haruka Ishida, Sumire Satō
- Watarirouka Hashiritai 7 (2010-) : Natsumi Hirajima, Aika Ōta, Haruka Nakagawa, Mayu Watanabe, Ayaka Kikuchi, Mika Komori, Misaki Iwasa
- Miniskirt (ミニスカート?) (2010) : Miyu Takeuchi, Anna Mori, Haruka Shimada (1 titre pour le jeu vidéo Pretty Rhythm. Mini Skirt)
- Team Kishin from AKB48 (2010) :  Asuka Kuramochi, Ami Maeda, Mina Oba, Miyu Takeuchi, Haruka Shimada, Anna Mori (1 photobook avec Kishin)
- Under Girls (2009-2010) : une vingtaine de membres d'AKB et SKE (titres en face B de singles d'AKB48 ; l'effectif change à chaque fois)
- MINT (2010) : Atsuko Maeda, Tomomi Kasai, Haruka Katayama, Moeno Nitō, Sakiko Matsui (1 titre en face B du single Beginner d'AKB48)
- DIVA (2010) : seize membres de AKB et une de SKE (2 titres en face B des singles Beginner et Sakura no ki ni narou d'AKB48)
- DiVA (2011-2014) : sous-groupe dérivé du "DIVA" de 2010, composé de Sayaka Akimoto, Ayaka Umeda, Yuka Masuda et Sae Miyazawa.
- Team Z (チームZ?) (2011) : 10 membres de AKB + 3 membres de SKE + 3 membres de SDN (1 titre pour une marque de pachinko)
- Not yet (2011-) : Yūko Ōshima, Rino Sashihara, Rie Kitahara, Yui Yokoyama
- Sukeban Girls (スケバン Girls?) (2011) : Yuko Oshima, Tomomi Kasai, et Rena Matsui de SKE48 (1 single pour promouvoir le pachinko Sukeban Deka)
- NO NAME (2012-) : Mayu Watanabe, Sayaka Nakaya (ex-AKB48), Amina Satō, Haruka Ishida, Sumire Satō, Karen Iwata, Kumi Yagami (ex-SKE48), Sawako Hata (ex-SKE48), Mao Mita (NMB48)
- AKB48 Team Surprise (2012-) : Haruna Kojima, Mariko Shinoda, Aki Takajo, Minami Takahashi, Atsuko Maeda, Tomomi Itano, Yuko Oshima, Minami Minegishi, Sae Miyazawa, Yui Yokoyama, Yuki Kashiwagi, Rie Kitahara, Mayu Watanabe, Haruka Shimazaki, Rena Matsui, Rino Sashihara (HKT48)
- Tentomu Chu! (2013-) : Mako Kojima, Miki Nishino, Nana Okada, Meru Tashima (HKT48), Mio Tomonoga (HKT48), Ryoha Kitagawa (SKE48), Nagisa Shibuya (NMB48)

## Membres
Les membres sont réparties en plusieurs équipes que l'on appelle en anglais des Teams. Depuis le 29 avril 2023, AKB48 a dissout les Teams A, K, B et 4. Cependant, les membres qui faisaient parties de ces équipes n'ont pas tous été diplômées pour autant. Les membres sont réparties en plusieurs générations classés en fonction de quand ils ont rejoint le groupe. Les membres qui font parties de la génération 1 à 3 sont appelés les "Original Members".
Il existe aussi d'autres types de membres.

### Membres
- Ex-membres

| Team A - Sakura Miyawaki - Haruna Kojima - Haruka Shimazaki - Ami Maeda - Nana Owada - Mariko Nakamura - Ayaka Morikawa - Karen Iwata - Mayu Ogasawara - Rena Nishiyama - Sakiko Matsui - Rina Kawaei - Haruka Katayama - Ayaka Kikuchi - Shiori Nakamata - Mariko Shinoda (ancienne capitaine) - Minami Takahashi (ancienne manager général ; pour travailler en solo) - Yui Yokoyama (ancienne manager générale, remplaçante de Takahashi) - Tomomi Nakatsuka - Tomomi Kasai (pour travailler en solo) - Nito Moeno - Natsuki Satō - Atsuko Maeda (pour travailler en solo) - Aika Ōta (transférée chez HKT48) - Haruka Nakagawa (transférée chez JKT48) - Rino Sashihara (transférée chez HKT48) - Yukari Satō (SDN48) - Mai Ōshima - Nozomi Kawasaki - Tomomi Ohe - Hitomi Komatani (SDN48) - Hana Tojima (SDN48) - Rina Nakanishi - Risa Narita - Kayano Masuyama - Michiru Hoshino - Ayumi Orii - Yuki Usami | Team K - - Ayako Uemura - Ayana Takada - Hayano Kaoru - Risa Naruse - Kayo Noro (Transférée chez SDN48) - Megumi Ōhori (Transférée chez SDN48) - Erena Ono - Rumi Yonezawa - Kaoru Mitsumune (quitte pour des problèmes de santé) - Yuka Masuda - Sayaka Nakaya - Natsumi Matsubara - Tomomi Itano - Sayaka Akimoto - Amina Satō - Yūko Ōshima - Shihori Suzuki - Mayumi Uchida - Aki Takajō - Yū Imai - Mariya Nagao - Haruka Ishida - Moe Aigasa - Chisato Nakata - Mariya Suzuki - Minami Minegishi | Team B - Miyuki Watanabe (ex-membre de NMB48 team BII) - Ayano Umeta - Mina Oba (transférée chez SKE48) - Miori Ichikawa (transférée chez NMB48) - Suzuran Yamauchi (transférée chez SKE48) - Reina Fujie (transférée chez NMB48) - Ayaka Umeda (transférée chez NMB48) - Misato Nonaka - Mika Komori - Natsumi Hirajima - Manami Oku - Kazumi Urano (SDN48) - Haruka Kohara (SDN48) - Miki Saotome - Naru Inoue - Shiho Watanabe - Mayu Watanabe - Misaki Iwasa - Mayumi Uchida - Natsuki Uchiyama - Asuka Kuramochi - Kana Kobayashi - Hikari Hashimoto - Ayano Umeta - Aeri Yokoshima | Team 4 (1re formation dissoute le 24 août 2012) - Anna Mori - Marina Kobayashi - Mizuki Tsuchiyasu - Chinami Natori - Mitsuki Maeda - Wakana Natori - Miki Nishino - Okada Ayaka - Rina Izuta (transférée chez BNK48) | Team 8 - Okubora Chinatsu – Gifu - Moriwaki Yui – Fukuoka - Fujimura Natsuki – Aichi - Iwasaki Moeka – Nagasaki - Yamamoto Ai – Mie - Kita Reina – Ishikawa - Kondo Moeri – Nagano - Yoshino Miyu – Oita - Fukuchi Rena – Saga - Tani Yuri – Hiroshima - Hamamatsu Riona –Tokushima - Ruka Yamamoto - Wakayama - Riru Nunoya - Akita - Miyuu Inoue - Iwate - Karin Shiobara - Niigata - Airi Rissen - Kochi - Hitomi Honda - Tochigi |

## Discographie

### Albums
| #                                 | Date de sortie                    | Titre                                     | Titre original                             | Ventes de CD                      | Remarques                         |
| Compilations (singles et faces B) | Compilations (singles et faces B) | Compilations (singles et faces B)         | Compilations (singles et faces B)          | Compilations (singles et faces B) | Compilations (singles et faces B) |
| --------------------------------- | --------------------------------- | ----------------------------------------- | ------------------------------------------ | --------------------------------- | --------------------------------- |
| 1                                 | 1er janvier 2008                  | Set List - Greatest Songs 2006-2007       | SET LIST〜グレイテストソングス 2006-2007〜 | 53,583                            |                                   |
| 2                                 | 7 avril 2010                      | Kamikyokutachi                            | 神曲たち                                   | 565,117                           |                                   |
| 3                                 | 14 juillet 2010                   | SET LIST - Greatest Songs - Kanzen Ban    | SET LIST〜グレイテストソングス〜完全盤     | 170,861                           | Réédition                         |
| 4                                 | 18 novembre 2015                  | 0 to 1 no Aida                            | 0と1の間                                   | 715,109                           |                                   |
| Albums originaux                  |                                   |                                           |                                            |                                   |                                   |
| 1                                 | 8 juin 2011                       | Koko ni Ita Koto                          | ここにいたこと                             | 884,280                           |                                   |
| 2                                 | 15 août 2012                      | 1830m                                     | 1830m                                      | 1,042,879                         |                                   |
| 3                                 | 22 janvier 2014                   | Tsugi no Ashiato                          | 次の足跡                                   | 1,041,951                         |                                   |
| 4                                 | 21 janvier 2015                   | Koko ga Rhodes da, Koko de tobe!          | ここがロドスだ、ここで跳べ!                | 780,591                           |                                   |
| 5                                 | 25 janvier 2017                   | Thumbnail                                 | サムネイル                                 | 695,063                           |                                   |
| 6                                 | 24 janvier 2018                   | Bokutachi wa, Anohi no Yoake wo Shitteiru | 僕たちは、あの日の夜明けを知っている       | 611,056                           |                                   |

### Singles
| N°                     | Date de sortie         | Titre | Titre original | Ventes de CD           |
| Singles en indépendant | Singles en indépendant | Singles en indépendant | Singles en indépendant | Singles en indépendant |
| ---------------------- | ---------------------- | --- | --- | ---------------------- |
| 1                      | 1er février 2006       | Sakura no Hanabiratachi | 桜の花びらたち | 46,274                 |
| 2                      | 7 juin 2006            | Skirt, Hirari | スカート、ひらり | 20,609                 |
| Singles en major       |                        | | |                        |
| 1                      | 25 octobre 2006        | Aitakatta | 会いたかった | 55,308                 |
| 2                      | 31 janvier 2007        | Seifuku ga Jama wo Suru | 制服が邪魔をする | 21,989                 |
| 3                      | 18 avril 2007          | Keibetsu Shiteita Aijō | 軽蔑していた愛情 | 22,671                 |
| 4                      | 18 juillet 2007        | BINGO ! | BINGO ! | 25,611                 |
| 5                      | 8 août 2007            | Boku no Taiyō | 僕の太陽 | 28,840                 |
| 6                      | 31 octobre 2007        | Yūhi wo Miteiru ka ? | 夕陽を見ているか? | 18,429                 |
| 7                      | 23 janvier 2008        | Romance, Irane | ロマンス、イラネ | 53,583                 |
| 8                      | 27 février 2008        | Sakura no Hanabiratachi 2008 | 桜の花びらたち2008 | 23,209                 |
| 9                      | 13 juin 2008           | Baby ! Baby ! | BABY ! BABY ! | 25,482                 |
| 10                     | 22 octobre 2008        | Ōgoe Diamond | 大声ダイヤモンド | 96,566                 |
| 11                     | 4 mars 2009            | 10nen Sakura | 10年桜 | 124,700                |
| 12                     | 24 juin 2009           | Namida Surprise ! | 涙サプライズ! | 168,826                |
| 13                     | 26 août 2009           | Iiwake Maybe | 言い訳Maybe | 145,776                |
| 14                     | 21 octobre 2009        | RIVER | RIVER | 260,553                |
| 15                     | 17 février 2010        | Sakura no Shiori | 桜の栞 | 404,696                |
| 16                     | 26 mai 2010            | Ponytail to Shushu | ポニーテールとシュシュ | 740,291                |
| 17                     | 18 août 2010           | Heavy Rotation | ヘビーローテーション | 881,519                |
| 18                     | 27 octobre 2010        | Beginner | Beginner | 1,039,362              |
| 19                     | 8 décembre 2010        | Chance no Junban | チャンスの順番 | 694,042                |
| 20                     | 16 février 2011        | Sakura no Ki ni Narō | 桜の木になろう | 1,081,686              |
| -                      | 1er avril 2011         | Dareka no Tameni -What can I do for someone ?- | 誰かのために ~What can I do for someone?~ | n/a                    |
| 21                     | 25 mai 2011            | Everyday, Kachūsha | Everyday、カチューシャ | 1,608,299              |
| 22                     | 24 août 2011           | Flying Get | フライングゲット | 1,625,849              |
| 23                     | 26 octobre 2011        | Kaze wa Fuiteiru | 風は吹いている | 1,457,113              |
| 24                     | 7 décembre 2011        | Ue Kara Mariko | 上からマリコ | 1,304,903              |
| 25                     | 15 février 2012        | GIVE ME FIVE! | GIVE ME FIVE ! | 1,436,519              |
| 26                     | 23 mai 2012            | Manatsu no Sounds good! | 真夏のSounds good! | 1,822,220              |
| 27                     | 29 août 2012           | Gingham Check | ギンガムチェック | 1,316,240              |
| 28                     | 31 octobre 2012        | UZA | UZA | 1,263,148              |
| 29                     | 5 décembre 2012        | Eien Pressure | 永遠プレッシャー | 1,206,869              |
| 30                     | 20 février 2013        | So long ! | So long ! | 1,132,853              |
| 31                     | 22 mai 2013            | Sayonara Crawl | さよならクロール | 1,955,800              |
| 32                     | 21 août 2013           | Koi Suru Fortune Cookie | 恋するフォーチュンクッキー | 1,549,343              |
| 33                     | 30 octobre 2013        | Heart Ereki | ハート・エレキ | 1,294,197              |
| 34                     | 11 décembre 2013       | Suzukake no Ki no Michi de "Kimi no Hohoemi o Yume ni Miru" to Itte Shimattara Bokutachi no Kankei wa Dō Kawatte Shimau no ka, Bokunari ni Nan-nichi ka Kangaeta Ue de no Yaya Kihazukashii Ketsuron no Yō na Mono | 鈴懸の木の道で「君の微笑みを夢に見る」と言ってしまったら僕たちの関係はどう変わってしまうのか、僕なりに何日か考えた上でのやや気恥ずかしい結論のようなもの? | 1,086,491              |
| 35                     | 26 février 2014        | Mae shika mukanē | 前しか向かねえ | 1,153,906              |
| 36                     | 21 mai 2014            | Labrador Retriever | ラブラドール・レトリバー | 1,782,897              |
| 37                     | 27 août 2014           | Kokoro no Placard | 心のプラカード | 1,061,976              |
| 38                     | 26 novembre 2014       | Kibōteki Refrain | 希望的リフレイン | 1,199,429              |
| 39                     | 4 mars 2015            | Green Flash | Green Flash | 1,045,492              |
| 40                     | 20 mai 2015            | Bokutachi wa Tatakawanai | 僕たちは戦わない | 1,782,897              |
| 41                     | 26 août 2015           | Halloween Night | ハロウィーン・ナイト | 1,331,573              |
| 42                     | 9 décembre 2015        | Kuchibiru ni Be My Baby | 唇に Be My Baby | 1,093,559              |
| 43                     | 9 mars 2016            | Kimi wa Melody | 君はメロディー | 1,470,789              |
| 44                     | 1er juin 2016          | Tsubasa wa Iranai | 翼はいらない | 2,507,403              |
| 45                     | 31 août 2016           | Love Trip / Shiawase o Wakenasai | LOVE TRIP/しあわせを分けなさい | 1,412,112              |
| 46                     | 16 novembre 2016       | High Tension | ハイテンション | 1,469,811              |
| 47                     | 15 mars 2017           | Shoot Sign | シュートサイン | 1,353,450              |
| 48                     | 31 mai 2017            | Negaigoto no Mochigusare | 願いごとの持ち腐れ | 2,649,234              |
| 49                     | 30 août 2017           | #SukiNanda | #好きなんだ | 1,493,543              |
| 50                     | 22 novembre 2017       | 11 Gatsu no Anklet | 11月のアンクレッ | 1,533,025              |
| 51                     | 14 mars 2018           | Jabaja | ジャーバージャ | 1,249,786              |
| 52                     | 30 avril 2018          | Teacher Teacher | Teacher Teacher | 1,591,164              |
| 53                     | 19 septembre 2018      | Sentimental Train | センチメンタルトレイン | 1,394,356              |
| 54                     | 28 novembre 2018       | No Way Man | NO WAY MAN | 1,173,015              |
| 55                     | 13 mars 2019           | Jiwaru Days | ジワるDAYS | 1,263,000              |
| 56                     | 18 septembre 2019      | Sustainable | サステナブル |                        |
| 57                     | 18 mars 2020           | Shitsuren, Arigatou | 失恋、ありがとう |                        |
| 58                     | 29 septembre 2021      | Ne mo Ha mo Rumor | 根も葉もRumor |                        |

## Filmographie

### Film
- 2007 : Densen Uta (伝染歌?, alias "The Suicide Song")
- Octobre 2012 : Shiritsu BakaLeya Koukou - the movie (私立バカレア高校?) (Haruka Shimazaki, Haruka Shimada, Mina Oba, Mariko Nakamura, Mariya Nagao, Marina Kobayashi, Kaoru Mitsumune, Rena Kato, Rina Kawaei, Juri Takahashi, Miori Ichikawa, Miyu Takeuchi, Haruna Kojima)

### Documentaire
- 2011 : Documentary of AKB48 to be continued (Documentary of AKB48 to be continued「10年後、少女たちは今の自分に何を思うのだろう? Documentary of AKB48 to be continued '10 Nengo, Shoujo Tachi wa Ima no Jibun ni Nani o Omou Nodarou?)
- 2012 : Documentary of AKB48 Show must go on (Documentary of AKB48 Show must go on 少女たちは傷つきながら、夢を見る Documentary of AKB48 Show must go on Shoujo-tachi wa Kizutsuki Nagara, Yume wo Miru)
- 2013 : Documentary of AKB48 No flower without rain (Documentary of AKB48 No flower without rain ~少女たちは涙の後に何を見る？~ Documentary of AKB48 No flower without rain ~Shoujo Tachi wa Namida no Ato ni Nani wo Miru?~)
- 2014 : Documentary of AKB48 The Time Has Come (Documentary of AKB48 The Time Has Come ~少女たちは、今、その背中に何を思う？~ Documentary of AKB48 The Time Has Come ~Shoujotachi wa, Ima, Sono Senaka ni Nani wo Omou?~)

### Drama
- 2008 : Mendol ~ikemen idol~ (メン☆ドル ~イケメンアイドル~?) (no3b)
- 2010 : Majisuka Gakuen (マジすか学園?)
- 2011 : Sakura kara no tegami (桜からの手紙?)
- 2011 : Majisuka Gakuen 2 (マジすか学園2?)
- 2011 : Hanazakari no kimitachi e 2011 (花ざかりの君たちへ2011?) (Atsuko Maeda, Yuki Kashiwagi, Mina Oba, Miori Ichikawa, Mariya Nagao - chanson du générique : Flying Get - AKB48)
- 2012 : Shiritsu BakaLeya Koukou (私立バカレア高校?) (Haruka Shimazaki, Haruka Shimada, Mina Oba, Mariko Nakamura, Mariya Nagao, Marina Kobayashi, Kaoru Mitsumune - chanson du générique de fin : Migikata - Atsuko Maeda)
- 2012 : Majisuka Gakuen 3 (マジすか学園3?)
- 2013 : So long !
- 2014 : Sailor Zombie (depuis le 18 avril 2014) sur TV Tokyo.
- 2015 : Majisuka Gakuen 4 (マジすか学園4?)
- 2015 : Majisuka Gakuen 5 (マジすか学園5?)
- 2015 : AKB Horror Night Adrenaline no Yoru (AKBホラーナイト アドレナリンの夜) sur TV Asahi
- 2016 : Crow's Blood sur Hulu[64]
- 2016 : Kyabasuka Gakuen sur NTV et Hulu[65]

### Anime
- 2012 : AKB0048
- 2013 : AKB0048 Next Stage